# ترایانوس دلاس
ترایانوس دلاس (به یونانی: Τραϊανός Δέλλας) (متولد ۳۱ ژانویه ۱۹۷۶ در سالونیک) بازیکن بازنشستهٔ فوتبال اهل یونان است که در پست دفاع بازی می‌کرد.
او سال‌ها عضو تیم ملی فوتبال یونان نیز بوده‌است. دلاس یک گل ملی در کارنامه دارد که آن را در نیمه‌ی اول وقت اضافه در مرحلهٔ نیمه نهایی مسابقات جام ملت‌های اروپا ۲۰۰۴ در مقابل تیم ملی جمهوری چک به ثمر رساند و این گل نقره‌ای باعث صعود تیمش به فینال این مسابقات شد.
دلاس در سال ۲۰۱۲ و در تیم فوتبال آ.ا.ک آتن از فوتبال نیز خداحافظی کرد.

## تیم ملی یونان
دلاس در مسابقات یورو ۲۰۰۴ استثنایی ظاهر شد و بازی‌های خوبی به انجام رساند. این بازیکن بلند قامت به همراه میکالیس کاپسیس٬ دیگر ملی‌پوش یونانی در مرکز خط دفاع٬ دفاعی تقریباً غیرقابل نفوذ ایجاد کرده بود و از ستارگان این دوره از مسابقات بود.
گلی که او با ضربهٔ سر در مقابل تیم ملی جمهوری چک وارد دروازهٔ پیتر چک کرد٬ باعث صعود تیم یونان به فینال این مسابقات شد٬ که در نهایت این تیم به مقام قهرمانی دست یافت. این اولین و تنها گل او در بازی‌های ملی بود.
وی در قهرمانی تیم یونان در مسابقات یورو ۲۰۰۴ نقش پررنگی داشت که در پایان هم توانست در تیم منتخب یوفا در این تورنمنت قرار بگیرد.
وی در یورو ۲۰۰۸ هم به‌عنوان بازیکن در ترکیب تیم یونان حضور داشت. او شماره ۵ تیم ملی یونان را بر تن می‌کرد. مربی تیم یونان به دلیل عملکرد او٬ لقب «غول رودس» را به او داده بود که این لقب در مطبوعات و رسانه‌ها هم مورد استفاده قرار گرفت.
دلاس که در بین سال‌های ۲۰۰۲ تا ۲۰۰۹ در مجموع ۵۳ بار برای تیم ملی یونان به میدان رفته‌است و ۱ گل ملی در کارنامهٔ خود نیز دارد.

## زندگی شخصی
ترایانوس دلاس در تاریخ ۱۱ سپتامبر ۲۰۰۸ با یک مدل یونانی ازدواج کرد و دارای فرزند می‌باشد.

## آمار بازی‌های ملی
| تیم ملی | سال   | تعداد بازی | گل |
| ------- | ----- | ---------- | -- |
| یونان   | ۲۰۰۱  | ۱          | ۰  |
| یونان   | ۲۰۰۲  | ۴          | ۰  |
| یونان   | ۲۰۰۳  | ۷          | ۰  |
| یونان   | ۲۰۰۴  | ۱۳         | ۱  |
| یونان   | ۲۰۰۵  | ۲          | ۰  |
| یونان   | ۲۰۰۶  | ۵          | ۰  |
| یونان   | ۲۰۰۷  | ۷          | ۰  |
| یونان   | ۲۰۰۸  | ۱۲         | ۰  |
| یونان   | ۲۰۰۹  | ۲          | ۰  |
| مجموع   | مجموع | ۵۳         | ۱  |

## گل‌های بین‌المللی
| #  | تاریخ        | محل برگزاری   | حریف | نتیجه | رقابت                 |
| -- | ------------ | ------------- | ---- | ----- | --------------------- |
| ۱. | ۱ ژوئیه ۲۰۰۴ | پورتو٬ پرتغال | چک   | ۰-۱   | جام ملت‌های اروپا ۲۰۰۴ |

## افتخارات
باشگاهی
آ.ا.ک آتن
- جام حذفی یونان: ۲

٬۱۹۹۹-۰۰ ۲۰۱۰-۱۱
ملی
تیم ملی یونان
- جام ملت‌های اروپا: ۱

۲۰۰۴
فردی
- تیم منتخب جام ملت‌های اروپا: ۱

۲۰۰۴